# 알렉산데르 고트리프 바움가르텐
알렉산데르 고트리프 바움가르텐(독일어: Alexander Gottlieb Baumgarten, 1714년 7월 17일 ~ 1762년 5월 27일)은 독일의 철학자이자 독일 미학의 창시자이다.
베를린에서 출생하여 1740년 이후 죽을 때까지 프랑크푸르트 암 오데르 대학의 교수였다. 인식을 상급 인식(오성적 인식)과 하급 인식(감성적 인식)으로 나누어, 전자의 학문을 논리학, 후자의 학문을 에스테티카라고 했다. 에스테티카라고 하는 것은 그리스어의 아스테시스(감각)에서 그 자신이 만들어 낸 말인데, 그의 경우에는 오늘날 보통 말하는 '미학'을 내용으로 한다. 이것은 라이프니츠가 미를 감성적 지각의 완전성으로 간주한 것에서 유래된다. 그러나 바움가르텐의 미학 자체는 역시 이성주의적이며 미를 판명이 아닌 진리라고 보는 입장에 서는 것이다.